# 1880
| [ Edytuj tabelę ]              | |
| Król Polski (tytularny)        | - 1855 Aleksander II Romanow 1881 |
| Emir Afganistanu               | - 1880 Abdur Rahman Chan 1901 |
| Współksiążęta Andory           | - 1879 Salvador Casañas i Pagès 1901 - 1879 Jules Grévy 1887                                                                               |
| Prezydent Argentyny            | - 1874 Nicolás Avellaneda 1880 - 1880 gen. Julio Argentino Roca 1886                                                                       |
| Cesarz Austrii                 | - 1848 Franciszek Józef I 1916 |
| Król Bawarii                   | - 1864 Ludwik II 1886 |
| Król Belgów                    | - 1865 Leopold II 1909 |
| Premier Belgii                 | - 1878 H.-J.-W. Frère-Orban 1884 |
| Prezydent Boliwii              | - 1879 Uladislao Silva 1880 - 1880 Narciso Campero 1880 - 1880 Aniceto Arce 1880 - 1880 Narciso Campero 1884                               |
| Cesarz Brazylii                | - 1831 Pedro II 1889 |
| Sułtan Brunei                  | - 1852 Abdul Momin 1885 |
| Car Bułgarii                   | - 1879 Aleksander I Battenberg 1886 |
| Premier Bułgarii               | - 1879 Klemens Drumew 1880 - 1880 Dragan Cankow 1880 - 1880 Petko Karawełow 1881                                                           |
| Prezydent Chile                | - 1876 Aníbal Pinto 1881 |
| Cesarz Chin                    | - 1875 Guangxu 1908 |
| Premier Czarnogóry             | - 1879 Božo Petrović-Njegoš 1905 |
| Król Czech                     | - 1848 Franciszek Józef I 1916 |
| Król Danii                     | - 1863 Chrystian IX 1906 |
| Premier Danii                  | - 1875 Jacob Brønnum Scavenius Estrup 1894                                                                                                 |
| Dalajlama                      | - 1876 Thubten Gjaco 1933 |
| Prezydent Dominikany           | - 1879 Gregorio Luperón 1880 - 1880 Fernando Arturo de Meriño 1882                                                                         |
| Władca Egiptu                  | - 1879 Taufik Pasza 1892 |
| Premier Egiptu                 | - 1879 Rijad Pasza 1881 |
| Prezydent Ekwadoru             | - 1876 Ignacio de Veintermilla 1883 |
| Cesarz Etiopii                 | - 1871 Jan IV Kassa 1889 |
| Prezydent Francji              | - 1879 Jules Grévy 1887 |
| Premier Francji                | - 1879 Charles de Freycinet 1880 - 1880 Jules Ferry 1881                                                                                   |
| Król Grecji                    | - 1863 Jerzy I 1913 |
| Prezydent Gwatemali            | - 1873 Justo Rufino Barrios 1885 |
| Prezydent Haiti                | - 1879 Lysius Salomon 1888 |
| Król Hawajów                   | - 1874 Kalākaua 1891 |
| Król Hiszpanii                 | - 1874 Alfons XII 1885 |
| Premier Hiszpanii              | - 1879 Antonio Cánovas del Castillo 1881                                                                                                   |
| Król Holandii                  | - 1849 Wilhelm III 1890 |
| Premier Holandii               | - 1879 Constantijn Theodoor van Lynden van Sandenburg 1883                                                                                 |
| Prezydent Hondurasu            | - 1876 Marco Aurelio Soto 1883 |
| Szach Iranu                    | - 1848 Naser ad-Din Szah 1896 |
| Król Irlandii                  | - 1837 Wiktoria Hanowerska 1901 |
| Cesarz Japonii                 | - 1867 Mutsuhito 1912 |
| Kalif                          | - 1876 Abdülhamid II 1909 |
| Premier Kanady                 | - 1878 John Macdonald 1891 |
| Emir Kataru                    | - 1878 Kasim ibn Muhammad Al Sani 1913 |
| Prezydent Kolumbii             | - 1878 Julián Trujillo 1880 - 1880 gen. Rafael Núñez 1882                                                                                  |
| Patriarcha Konstantynopola     | - 1878 Joachim III 1884 |
| Władca Korei                   | - 1863 Kojong 1907 |
| Prezydent Kostaryki            | - 1877 Tomás Guardia Gutiérrez 1882 |
| Emir Kuwejtu                   | - 1866 Abd Allah II 1892 |
| Prezydent Liberii              | - 1878 Anthony Gardiner 1883 |
| Książę Liechtensteinu          | - 1858 Jan II Dobry 1929 |
| Wielki książę Luksemburga      | - 1849 Wilhelm III 1890 |
| Premier Luksemburga            | - 1874 Baron de Blochausen 1885 |
| Sułtan Maroka                  | - 1873 Hassan I 1894 |
| Prezydent Meksyku              | - 1876 Porfirio Díaz 1880 - 1880 Manuel González 1884                                                                                      |
| Książę Monako                  | - 1856 Karol III 1889 |
| Król Nepalu                    | - 1847 Surendra 1881 |
| Premier Nepalu                 | - 1877 Rana Udip Singh Bahadur Rana 1885                                                                                                   |
| Cesarz Niemiec                 | - 1871 Wilhelm I Hohenzollern 1888 |
| Kanclerz Niemiec               | - 1871 Otto von Bismarck 1890 |
| Prezydent Nikaragui            | - 1879 Joaquín Zavala 1883 |
| Król Norwegii                  | - 1872 Oskar II 1905 |
| Premier Nowej Zelandii         | - 1879 John Hall 1882 |
| Sułtan Omanu                   | - 1870 Turki ibn Sa’id 1888 |
| Papież                         | - 1878 Leon XIII 1903 |
| Prezydent Paragwaju            | - 1878 Cándido Bareiro 1880 - 1880 Adolfo Saguier 1881                                                                                     |
| Prezydent Peru                 | - 1879 Nicolás de Piérola 1881 |
| Król Portugalii                | - 1861 Ludwik 1889 |
| Król Prus                      | - 1861 Wilhelm I 1888 |
| Car Rosji                      | - 1855 Aleksander II 1881 |
| Książę Rumunii                 | - 1866 Karol I 1881 |
| Premier Rumunii                | - 1876 Ion Brătianu 1881 |
| Król Saksonii                  | - 1873 Albert I Wettyn 1902 |
| Prezydent Salwadoru            | - 1876 Rafael Zaldívar 1885 |
| Kapitanowie Regenci San Marino | - 1879 Federico Gozi Francesco Malpeli 1880 - 1880 Luigi Pasquali Giuseppe Giacomini 1880 - 1880 Settimio Belluzzi Pasquale Busignani 1881 |
| Książę Serbii                  | - 1868 Milan I Obrenowić 1882 |
| Prezydent Szwajcarii           | - 1880 Emil Welti 1880 |
| Król Szwecji                   | - 1872 Oskar II 1907 |
| Premier Szwecji                | - 1876 Louis De Geer 1880 - 1880 Arvid Posse 1883                                                                                          |
| Król Tajlandii                 | - 1868 Chulalongkorn 1910 |
| Król Tonga                     | - 1875 Jerzy Tupou I 1893 |
| Sułtan Turków                  | - 1876 Abdülhamid II 1909 |
| Prezydent Urugwaju             | - 1876 Lorenzo Latorre 1880 - 1880 Francisco Antonino Vidal 1882                                                                           |
| Prezydent USA                  | - 1877 Rutherford Hayes 1881 |
| Prezydent Wenezueli            | - 1879 Antonio Guzmán Blanco 1884 |
| Król Węgier                    | - 1848 Franciszek Józef I 1916 |
| Premier Węgier                 | - 1875 Kálmán Tisza 1890 |
| Monarcha Wielkiej Brytanii     | - 1837 Wiktoria 1901 |
| Premier Wielkiej Brytanii      | - 1874 Benjamin Disraeli 1880 - 1880 William Ewart Gladstone 1885                                                                          |
| Cesarz Wietnamu                | - 1847 Tự Đức 1883 |
| Król Włoch                     | - 1878 Humbert I 1900 |

Rok 1880 / MDCCCLXXX
stulecia: XVIII wiek ~
XIX wiek ~
XX wiek

dziesięciolecia:
1850–1859 •
1860–1869 •
1870–1879 •
1880–1889
• 1890–1899
• 1900–1909
• 1910–1919

lata: 1870 «
1875 «
1876 «
1877 «
1878 «
1879 «
1880
» 1881
» 1882
» 1883
» 1884
» 1885
» 1890

## Wydarzenia w Polsce
- 16 lutego – w Krakowie rozpoczął się proces Ludwika Waryńskiego i towarzyszy.
- 18 kwietnia – po dwuletnich zmaganiach z władzami niemieckimi o pozwolenie na ustawienie, w Poznaniu poświęcono Złoty Krzyż (krzyż chwaliszewski).
- 5 maja – uruchomiono komunikację tramwajową we Lwowie.
- 19 maja – w 400. rocznicę śmierci prochy Jana Długosza zostały przeniesione do nowo powstałej Krypty Zasłużonych na Skałce w Krakowie.
- 22 lipca – pożar strawił dużą część Żelechowa.
- 15 października – otwarto tunel kolejowy w Świerkach.
- 25 października – otwarto Teatr Mały w Warszawie.
- Ludwik Rydygier dokonał pierwszego w Polsce zabiegu wycięcia odźwiernika z powodu raka żołądka.
- Kraków: obradował pierwszy zjazd historyków polskich, zorganizowany przez Akademię Umiejętności.
- Śnieżka: początek systematycznych obserwacji meteorologicznych.

## Wydarzenia na świecie
- 4 stycznia – Edward Whymper i Jean-Antoine Carrel jako pierwsi weszli na Chimborazo (6 267 m n.p.m.)
- 6 stycznia – włoscy emigranci założyli miasto Criciúma w południowej Brazylii.
- 5 lutego – nieudany zamach narodników na cara Aleksandra II.
- 6 lutego – austriacki astronom Johann Palisa odkrył planetoidę Medea.
- 10 lutego – papież Leon XIII opublikował encyklikę Arcanum divinae sapientiae.
- 13 lutego – Thomas Alva Edison odkrył zjawisko emisji termoelektronowej.
- 14 lutego – w Filadelfii został założony Związek Narodowy Polski, jedna z najstarszych organizacji polonijnych w USA.
- 29 lutego – austriacki astronom Johann Palisa odkrył planetoidę Aschera.
- 6 marca – otwarto Narodową Galerię Kanady w Ottawie.
- 9 marca – Edward Whymper, Jean-Antoine Carrel i Louis Carrel dokonali pierwszego wejścia na ekwadorski wulkan Antisana (5753 m).
- 7 kwietnia – Dragan Cankow został premierem Bułgarii.
- 19 kwietnia:
  - II wojna brytyjsko-afgańska: zwycięstwo wojsk brytyjskich w bitwie pod Ahmed Khel.
  - Arvid Posse został premierem Szwecji.
  - austriacki astronom Johann Palisa odkrył planetoidę (216) Kleopatra.
- 23 kwietnia – William Ewart Gladstone został premierem Wielkiej Brytanii.
- 1 czerwca – uruchomiono komunikację tramwajową we francuskiej Dunkierce.
- 3 czerwca – Alexander Graham Bell przeprowadził przy użyciu swego fototelefonu pierwszą w świecie bezprzewodową transmisję telefoniczną.
- 7 czerwca – Wojna o saletrę: zwycięstwo wojsk chilijskich nad peruwiańskimi w bitwie o Arica.
- 24 czerwca – po raz pierwszy publicznie wykonano patriotyczną pieśń „O Canada”, od 1980 hymn Kanady.
- 29 czerwca – Tahiti utraciło suwerenność na rzecz Francji.
- 14 lipca – rząd francuski ogłosił dzień 14 lipca świętem narodowym.
- 27 lipca – II wojna brytyjsko-afgańska: wygrana Afgańczyków w bitwie pod Maiwandem.
- 14 sierpnia – zakończono budowę katedry w Kolonii (rozpoczętą w 1248).
- 1 września – II wojna brytyjsko-afgańska: zwycięstwo wojsk brytyjskich w bitwie pod Kandaharem.
- 30 września – Henry Draper wykonał pierwsze zdjęcie obiektu pozasłonecznego – Wielkiej Mgławicy w Orionie.
- 20 października – powstał Wolny Uniwersytet w Amsterdamie.
- 30 października – Tegucigalpa została stolicą Hondurasu.
- 3 listopada – po raz pierwszy wykonano publicznie hymn Japonii.
- 6 listopada – Charles Laveran odkrył, że przyczyną malarii jest przenoszony przez komary pierwotniak zarodziec.
- 23 listopada – do Białego Domu przywieziono Biurko Resolute, stojące do dzisiaj w Gabinecie Owalnym, będące darem królowej Wielkiej Brytanii Wiktorii dla prezydenta USA Rutherforda Hayesa.
- 16 grudnia – rozpoczęła się I wojna burska.
- 20 grudnia – I wojna burska: zwycięstwo Burów nad Brytyjczykami nad Bronkhorstspruit.
- 30 grudnia:
  - Francja anektowała Tahiti.
  - Paul Kruger został wybrany na pierwszego prezydenta Transwalu.

## Urodzili się
- 1 stycznia:
  - (lub 1 października lub 1 listopada) Szalom Asz, żydowski pisarz (zm. 1957)
  - Pierre-Marie Gerlier, francuski duchowny katolicki pochodzenia polskiego, arcybiskup Lyonu, kardynał (zm. 1965)
- 2 stycznia:
  - Louis Breguet, francuski konstruktor lotniczy (zm. 1955)
  - Wasilij Diegtiariow, rosyjski konstruktor broni strzeleckiej (zm. 1949)
  - Charles Frazer, australijski polityk (zm. 1913)
  - Andrzej Marek, polski dramaturg, reżyser filmowy pochodzenia żydowskiego (zm. 1943)
- 3 stycznia:
  - László Bártfai Szabó, węgierski historyk, archiwista, bibliotekarz, pedagog (zm. 1964)
  - Muhammed Alim Chan, ostatni emir Buchary (zm. 1944)
  - Walery Władysław Łoziński, polski geograf, geolog, wykładowca akademicki (zm. 1944)
- 4 stycznia:
  - Wacław Januszewski, polski podpułkownik, inżynier, polityk, senator RP (zm. 1953)
  - Henri Peslier, francuski piłkarz wodny (zm. 1912)
  - Michał Ringel, polski adwokat, dziennikarz, działacz syjonistyczny, polityk, senator RP pochodzenia żydowskiego (zm. 1941)
- 6 stycznia:
  - Hendrik Kersken, holenderski żeglarz, medalista olimpijski (zm. 1967)
  - Tom Mix, amerykański aktor, producent, scenarzysta i reżyser filmowy (zm. 1940)
- 8 stycznia – Maria Stattler-Jędrzejewicz, polska rzeźbiarka, poetka (zm. 1944)
- 10 stycznia:
  - Manuel Azaña, hiszpański pisarz, polityk, minister, premier i prezydent Hiszpanii (zm. 1940)
  - Paolo Giobbe, włoski kardynał (zm. 1972)
- 12 stycznia:
  - Arkadiusz Lisiecki, polski duchowny katolicki, biskup katowicki (zm. 1930)
  - Luigi Beltrame Quattrocchi, włoski działacz katolicki, błogosławiony, jako pierwszy w historii wyniesiony na ołtarze wspólnie z małżonką (zm. 1951)
- 15 stycznia – Alfred Spett, polski pułkownik saperów inżynier (zm. 1952)
- 16 stycznia:
  - Marceli Struszyński, polski chemik, analityk (zm. 1959)
  - Izydor Warszawski, polski przemysłowiec pochodzenia żydowskiego (zm. ?)
- 18 stycznia:
  - Modest García Martí, hiszpański kapucyn, męczennik, błogosławiony katolicki (zm. 1936)
  - Alfred Ildefons Schuster, arcybiskup Mediolanu, błogosławiony katolicki (zm. 1954)
- 19 stycznia:
  - John Barnett, australijski rugbysta, medalista olimpijski (zm. 1918)
  - James G. Scrugham, amerykański polityk, senator ze stanu Nevada (zm. 1945)
- 20 stycznia – Walter W. Bacon, amerykański polityk, gubernator stanu Delaware (zm. 1962)
- 21 stycznia – George Van Biesbroeck, amerykański astronom (zm. 1974)
- 25 stycznia – Hugo Betting, niemiecki rugbysta, medalista olimpijski (zm. 1930)
- 26 stycznia – Douglas MacArthur, amerykański generał, naczelny dowódca amerykańskich wojsk na Dalekim Wschodzie w czasie II wojny światowej (zm. 1964)
- 28 stycznia – Włodzimierz Tyszkiewicz, polski pułkownik dyplomowany kawalerii (zm. 1953)
- 31 stycznia:
  - Benedykt Bornstein, polski filozof, wykładowca akademicki pochodzenia żydowskiego (zm. 1948)
  - Kazimierz Kazimierczak, polski inżynier lotniczy (zm. 1946)
  - Konstanty Rdułtowski, polski ziemianin, działacz społeczny, polityk, poseł na Sejm i senator RP (zm. 1953)
- 1 lutego – Jan Jarkowski, polski lekarz neurochirurg, działacz emigracyjny (zm. 1929)
- 3 lutego – Aleksander Zwierzyński, polski prawnik i polityk, wicemarszałek Sejmu (zm. 1958)
- 6 lutego:
  - Leon Forbert, polski fotograf, reżyser i producent filmowy pochodzenia żydowskiego (zm. 1938)
  - Stanisław Wilhelm Radziwiłł, polski ziemianin, rotmistrz (zm. 1920)
  - Michał Sokolnicki, polski historyk, polityk, dyplomata (zm. 1967)
- 7 lutego – Gustaw Manitius, polski duchowny luterański (zm. 1940)
- 8 lutego – Franz Marc, niemiecki malarz (zm. 1916)
- 12 lutego – George Preca, maltański duchowny katolicki, święty (zm. 1962)
- 13 lutego – Helena Sławińska, polska działaczka społeczna (zm. 1974)
- 20 lutego – Pelagia Kowalczykowa, polska działaczka oświatowa i narodowa (zm. 1952)[1]
- 21 lutego – Maciej Jargoń, polski kowal, działacz niepodległościowy (zm. 1955)[2]
- 22 lutego – Herman Nyberg, szwedzki żeglarz, medalista olimpijski (zm. 1968)
- 26 lutego – Lionel Logue, brytyjski logopeda (zm. 1953)
- 28 lutego – Jerzy Gattaws, polski urzędnik, kawaler Orderu Virtuti Militari (zm. ?)
- 2 marca – Alfred J. Lotka, amerykański matematyk, chemik, ekonomista, statystyk i demograf (zm. 1949)
- 6 marca – María Mercedes Prat, hiszpańska terezjanka, męczennica, błogosławiona katolicka (zm. 1936)
- 18 marca:
  - Salwator Huerta Gutiérrez, meksykański męczennik, błogosławiony katolicki (zm. 1927)
  - Walter Hohmann, niemiecki architekt; entuzjasta i pionier astronautyki i rakietnictwa (zm. 1945)
- 28 marca – Władysław Wójcik, polski prezbiter katolicki, męczennik, Sługa Boży (zm. 1940)
- 30 marca:
  - Roman Sitko, polski duchowny katolicki, męczennik, błogosławiony (zm. 1942)
  - Otto Heyer, niemiecki kapitan górniczy urzędu górniczego w Bonn (zm. 1945)
- 7 kwietnia:
  - Helena Grotowska, polska pisarka, tłumaczka, urzędniczka (zm. 1967)
  - Vincas Mickevičius-Kapsukas, litewski działacz komunistyczny (zm. 1935)
- 10 kwietnia:
  - Jan Dąbski, polski działacz ludowy, polityk, dziennikarz, wicemarszałek Sejmu (zm. 1931)
  - Józefina Moscardó Montalvá, hiszpańska działaczka Akcji Katolickiej, męczennica, błogosławiona katolicka (zm. 1936)
- 11 kwietnia – Julio César Tello, peruwiański archeolog (zm. 1947)
- 15 kwietnia – Max Wertheimer, niemiecki psycholog (zm. 1943)
- 16 kwietnia – Teodor Kubina, polski duchowny katolicki, biskup częstochowski (zm. 1951)
- 17 kwietnia – Leonard Woolley, brytyjski archeolog, odkrywca starożytnego miasta Ur (zm. 1960)
- 21 kwietnia – Marian Cynarski, polski prawnik, sędzia, polityk, prezydent Łodzi (zm. 1927)
- 29 kwietnia – Adam Zieleńczyk, polski filozof i historyk filozofii, tłumacz, pedagog (zm. 1943)
- 2 maja:
  - Edvige Carboni, włoska mistyczka, stygmatyczka (zm. 1952)
  - Edward Grabowski, polski prawnik, adwokat, publicysta, działacz socjalistyczny i komunistyczny (zm. 1961)
- 9 maja:
  - Mihkel Lüdig, estoński kompozytor, organista (zm. 1958)
  - Mieczysław Mackiewicz, polski generał brygady (zm. 1954)
- 11 maja:
  - Knud Degn, duński żeglarz, medalista olimpijski (zm. 1965)
  - Teofil Szańkowski, polski ziemianin, działacz społeczny, hodowca i twórca nowych odmian zbóż, ofiara terroru sowieckiego (zm. 1945)
- 14 maja – Bertie Forbes, dziennikarz finansowy, założyciel czasopisma Forbes (zm. 1954)
- 25 maja – Salwator Ferrandis Seguí, hiszpański duchowny katolicki, męczennik, błogosławiony (zm. 1936)
- 6 czerwca – Norbert Barlicki, polski publicysta, prawnik, działacz i przywódca PPS-u w latach 1926–1931 (zm. 1941)
- 10 czerwca:
  - André Derain, francuski malarz, grafik, rzeźbiarz i scenograf (zm. 1954)
  - Jezus Méndez Montoya, meksykański duchowny katolicki, męczennik, święty (zm. 1928)
  - Kasper Weigel, polski geodeta, profesor i rektor Politechniki Lwowskiej (zm. 1941)
- 16 czerwca - Alice Bailey, brytyjska okultystka, teozofka (zm. 1949)
- 20 czerwca – William Morton, kanadyjski kolarz torowy pochodzenia brytyjskiego (zm. 1952)
- 21 czerwca – Luis Alberto Riart, paragwajski prawnik, polityk, prezydent Paragwaju (zm. 1953)
- 27 czerwca – Helen Keller, amerykańska głuchoniewidoma pisarka, pedagog i działaczka społeczna (zm. 1968)
- 18 lipca – Elżbieta od Trójcy Przenajświętszej, francuska karmelitanka, święta katolicka (zm. 1906)
- 24 lipca – Ernest Bloch, amerykański kompozytor (zm. 1959)
- 25 lipca:
  - Anna Kopińska, polska działaczka socjalistyczna i komunistyczna (zm. 1956)
  - Józef Moscati, włoski lekarz, naukowiec i społecznik, święty (zm. 1927)
- 28 lipca – Erik Lindén, szwedzki żeglarz, olimpijczyk (zm. 1952)
- 31 lipca – Zygmunt Żuławski, polski polityk, wicemarszałek Sejmu (zm. 1949)
- 3 sierpnia – Ludwik Eminowicz, polski poeta, tłumacz (zm. 1946)
- 13 sierpnia – Bertel Juslén, fiński żeglarz, olimpijczyk (zm. 1951)
- 21 sierpnia – Franciszek Barda, polski duchowny katolicki, biskup przemyski (zm. 1964)
- 23 sierpnia – Aleksandr Grin (ros. Александр Грин), rosyjski pisarz pochodzenia polskiego (zm. 1932)
- 24 sierpnia – Fidelis Fuidio Rodríguez, hiszpański marianista, męczennik, błogosławiony (zm. 1936)
- 26 sierpnia – Guillaume Apollinaire, francuski poeta polskiego pochodzenia (zm. 1918)
- 31 sierpnia – Adolf Grabowsky, niemiecki geopolityk, profesor nauk politycznych na Uniwersytecie Marburskim (zm. 1969)
- 1 września – Frederick Dean, brytyjski rugbysta, medalista olimpijski (zm. 1946)
- 5 września – Józef Maria z Manili, filipiński kapucyn, męczennik, błogosławiony katolicki (zm. 1936)
- 9 września:
  - Antoni Beszta-Borowski, polski duchowny katolicki, męczennik, błogosławiony (zm. 1943)
  - Manuel Borras, hiszpański biskup katolicki, męczennik, błogosławiony (zm. 1936)
- 16 września – Arvid Perslow, szwedzki żeglarz, olimpijczyk (zm. 1931)
- 10 października – Maximilian Kaller, niemiecki duchowny katolicki biskup warmiński (zm. 1947)
- 12 października – Artemide Zatti, włoski salezjanin, błogosławiony katolicki (zm. 1951)
- 13 października – Stefan Ehrenkreutz, polski historyk prawa, profesor (zm. 1945)
- 15 października – Jan Nowak, polski geolog i paleontolog, specjalista w zakresie tektoniki (zm. 1940)
- 24 października – Maria Ludwika De Angelis, włoska zakonnica, misjonarka, błogosławiona katolicka (zm. 1962)
- 25 października – Dariusz Hernández Morató, hiszpański jezuita, męczennik, błogosławiony katolicki (zm. 1936)
- 26 października – Andriej Bieły, rosyjski poeta, prozaik i krytyk literacki (zm. 1934)
- 1 listopada – Alfred Wegener, niemiecki meteorolog i geolog (zm. 1930)
- 9 listopada – Giles Gilbert Scott, brytyjski architekt (zm. 1960)
- 15 listopada – Wacław Makowski, polski prawnik, polityk, minister, marszałek Sejmu RP (zm. 1942)
- 26 listopada – Kazimierz Junosza-Stępowski, polski aktor (zm. 1943)
- 28 listopada:
  - Aleksandr Błok, rosyjski poeta symbolista, dramaturg (zm. 1921)
  - Edward Eber, polski architekt pochodzenia żydowskiego (zm. 1953)
  - Nils Rinman, szwedzki żeglarz, olimpijczyk (zm. 1939)
- 30 listopada
  - Adam Czerniaków, polski inżynier, działacz żydowski (zm. 1942)
  - Richard Henry Tawney, brytyjski historyk i działacz społeczny, socjalista (zm. 1962)
- 1 grudnia – Richard Jackett, brytyjski rugbysta, medalista olimpijski (zm. 1960)
- 2 grudnia – Józef Rychlicki, polski duchowny rzymskokatolicki, nauczyciel akademicki (zm. 1951)
- 13 grudnia – Adam Kroebl, polski taternik, alpinista, narciarz, urzędnik, starosta, notariusz, poseł na Sejm II Rzeczypospolitej (zm. 1950)
- 22 grudnia – Dawid Przepiórka, polski szachista (zm. 1940)
- 25 grudnia – James Davey, brytyjski rugbysta, medalista olimpijski (zm. 1951)
- 26 grudnia – Albert Weil, francuski żeglarz, medalista olimpijski (zm. 1945)
- 27 grudnia – Antoni Łukasiewicz, polski podpułkownik (zm. 1940)
- 31 grudnia – George Marshall, amerykański dowódca wojskowy, laureat Pokojowej Nagrody Nobla (zm. 1959)

data dzienna nieznana:
- Jadwiga Jawurkówna, polska nauczycielka (zm. 1944)
- John Miles, angielski rugbysta i sędzia sportowy (zm. 1953)
- Billy Richards, australijski rugbysta (zm. 1928)
- Filip Zhang Zhihe, chiński męczennik, święty katolicki (zm. 1900)
- Zoltán Zsigmondy, węgierski taternik, doktor (zm. 1945)

data dzienna nieznana i niepewna:
- Soava Gallone (wg innych źródeł ur. 11 czerwca 1887), aktorka, gwiazda niemego kina włoskiego (zm. 1957)

## Zmarli
- 8 stycznia – Joshua A. Norton, samozwańczy cesarz Stanów Zjednoczonych (ur. 1819)
- 16 stycznia – Charles Nègre, francuski malarz i pionier fotografii (ur. 1820)
- 21 stycznia – Jules Favre, francuski polityk (ur. 1809)
- 23 marca – Gheorghe Magheru, rumuński dowódca wojskowy, rewolucjonista i polityk na Wołoszczyźnie (ur. 1802)
- 25 marca – Józef Przerwa-Tetmajer, polski matematyk, poeta, uczestnik powstania listopadowego, działacz patriotyczny (ur. 1804)
- 31 marca – Henryk Wieniawski, polski skrzypek, kompozytor i pedagog pochodzenia żydowskiego (ur. 1835)
- 13 kwietnia – Robert Fortune, szkocki botanik, znany ze sprowadzenia herbaty z Chin do Indii (ur. 1812)
- 3 maja – Jonathan Homer Lane, amerykański astrofizyk (ur. 1819)
- 8 maja – Gustave Flaubert, pisarz francuski (ur. 1821)
- 9 lipca – Paul Broca, wybitny francuski anatom i antropolog (ur. 1824)
- 12 sierpnia – Ferdinand von Hebra, austriacki lekarz pochodzenia czeskiego, dermatolog (ur. 1816)
- 6 września – Edwin Oppler, niemiecki architekt żydowskiego pochodzenia (ur. 1831)
- 5 października:
  - William Lassell, angielski astronom (ur. 1799)
  - Jacques Offenbach, kompozytor francuski (ur. 1819)
- 7 grudnia – Maria Józefa Rossello, włoska zakonnica, święta katolicka (ur. 1811)
- 10 grudnia – Marek Antoni Durando, włoski lazarysta, założyciel zgromadzenia Sióstr Męki Jezusa z Nazaretu, błogosławiony katolicki (ur. 1801)
- 11 grudnia – Oliver Winchester, amerykański konstruktor i przemysłowiec (ur. 1810)
- 22 grudnia – George Eliot, angielska pisarka (ur. 1819)

## Święta ruchome
- Tłusty czwartek: 5 lutego
- Ostatki: 10 lutego
- Popielec: 11 lutego
- Niedziela Palmowa: 21 marca
- Pamiątka śmierci Jezusa Chrystusa: 24 marca
- Wielki Czwartek: 25 marca
- Wielki Piątek: 26 marca
- Wielka Sobota: 27 marca
- Wielkanoc: 28 marca
- Poniedziałek Wielkanocny: 29 marca
- Wniebowstąpienie Pańskie: 6 maja
- Zesłanie Ducha Świętego: 16 maja
- Boże Ciało: 27 maja